# Haruo Remeliik
Haruo Ignacio Remeliik (n. Peleliu, 1 de junio de 1933-Koror, 30 de junio de 1985) fue un funcionario y político palauano, primer presidente de la República de Palaos desde su establecimiento como estado republicano en libre asociación con los Estados Unidos el 2 de marzo de 1981 hasta su asesinato el 30 de junio de 1985, tan solo unos meses después de haber sido reelegido para un segundo mandato. Durante su mandato, se mostró reacio a aceptar las políticas impuestas sobre el país por los Estados Unidos en su condición de estado libre asociado y abogó por la desnuclearización total de su país. Es por este motivo que se sospecha una cierta complicidad del gobierno estadounidense con el asesinato de Remeliik.
Fue enterrado en su estado natal de Peleliu.

## Primeros años
Remeliik nació el 1 de junio de 1933, cuando Palaos era parte del Mandato del Pacífico Sur, una colonia del Imperio del Japón. Remeliik era descendiente tanto de palauanos como de japoneses.

## Presidencia
Tras el referéndum de aprobación de la constitución palauana, que convirtió al país en una república presidencial en libre asociación con los Estados Unidos, Remeliik se presentó como candidato en las primeras elecciones de 1980. Obteniendo un estrecho triunfo, del 31 % de los votos, se convirtió en el primer presidente de la República de Palaos, siendo juramentado el 2 de marzo de 1981. Alfonso Oiterong ganó las elecciones vicepresidenciales. Su mandato finalizaba en marzo de 1985.
A pesar de haber basado su campaña en el rechazo a la libre asociación con los Estados Unidos y el nacionalismo palauano, Remeliik rápidamente se adhirió al tratado, aunque abogó por una mayor autonomía y por rechazar la presencia de armas nucleares dentro del país. El 13 de enero de 1983, un nuevo referéndum para cambiar algunas disposiciones del Tratado de Libre Asociación, especialmente en lo referido a la presencia de armas nucleares en Palaos, fue aprobado por estrechos márgenes. Antes del referéndum, Remeliik llamó a los votantes a votar a favor y afirmó que algunas de esas disposiciones debían someterse a "reinterpretación". Durante la presidencia de Remeliik, así como después de su muerte y durante toda la década, se celebraron una y otra vez continuos referéndums para establecer al país como un estado soberano y miembro de las Naciones Unidas, pero estos eran rechazados debido a una disposición constitucional que requería una aprobación del 75 %, situación que no se lograría hasta que, en 1992, esta disposición fuera derogada, y el referéndum fuera aprobado por un 68 %.
En 1984, el gobierno de Remeliik realizó un trato con una compañía británica para la construcción de una planta de energía en el país, alegando que tendrían suficientes fondos para pagarla. El éxito en la construcción le valió a Remeliik una amplia reelección para un segundo mandato, en noviembre de 1984, destinado a finalizar en enero de 1989. Sin embargo, al momento de efectuarse el primer pago por la planta de energía, se desató un escándalo al descubrirse que el banco de Palaos estaba en bancarrota y no tenía suficientes fondos para sustentar la planta. Remeliik rechazó pronunciarse en cuanto a esta situación, pero concedió finalmente una entrevista, prevista para el 1 de julio de 1985.
El día anterior a la entrevista, el 30 de junio de 1985, Remeliik fue sorpresivamente asesinado por un desconocido en la puerta de su casa. Hasta la actualidad, se desconoce quiénes fueron los asesinos del presidente Remeliik. Seis meses después del asesinato, dos familiares de Roman Tmetuchl y un hombre fueron arrestados pero luego fueron liberados por falta de pruebas.